# Super League XI
Die Super League XI (aus Sponsoringgründen auch als Engage Super League XI bezeichnet) war im Jahr 2006 die elfte Saison der Super League in der Sportart Rugby League. Nachdem er bereits den ersten Tabellenplatz nach Ende der regulären Saison belegt hatte, schaffte der St Helens RLFC es ins Super League Grand Final, in dem er 26:4 gegen den Hull FC gewann. Er gewann damit zum fünften Mal die Super League. Die Castleford Tigers mussten absteigen.

## Tabelle
|     | Team                       | Spiele | Siege | Unent. | Ndlg. | Spiel- punkte | Diff. | Tabellen- punkte |
| --- | -------------------------- | ------ | ----- | ------ | ----- | ------------- | ----- | ---------------- |
| 01. | St Helens                  | 28     | 24    | 0      | 4     | 939:430       | + 509 | 48               |
| 02. | Hull FC                    | 28     | 20    | 0      | 8     | 720:578       | + 142 | 40               |
| 03. | Leeds Rhinos               | 28     | 19    | 0      | 9     | 869:543       | + 326 | 38               |
| 04. | Bradford Bulls             | 28     | 16    | 2      | 10    | 802:568       | + 234 | 32               |
| 05. | Salford City Reds          | 28     | 13    | 0      | 15    | 600:539       | + 61  | 26               |
| 06. | Warrington Wolves          | 28     | 13    | 0      | 15    | 743:721       | + 22  | 26               |
| 07. | Harlequins RL              | 28     | 11    | 1      | 16    | 556:823       | - 267 | 23               |
| 08. | Wigan Warriors             | 28     | 12    | 0      | 16    | 644:715       | − 71  | 22               |
| 09. | Huddersfield Giants        | 28     | 11    | 0      | 17    | 609:753       | - 144 | 22               |
| 10. | Wakefield Trinity Wildcats | 28     | 10    | 0      | 18    | 591:717       | − 126 | 20               |
| 11. | Castleford Tigers          | 28     | 9     | 1      | 18    | 575:968       | − 393 | 19               |
| 12. | Dragons Catalans*          | 28     | 8     | 0      | 20    | 601:894       | − 293 | 16               |

- Die Dragons Catalans waren vom Relegationssystem nicht betroffen.

## Playoffs

### Ausscheidungs-Playoffs
| 22. September 20:00 | Leeds Rhinos   | 17 : 18 | Warrington Wolves | Headingley Carnegie Stadium, Leeds Zuschauer: 10.508 Schiedsrichter: Richard Silverwood |
| 22. September 20:00 | (12:6) Bericht |         |                   | Headingley Carnegie Stadium, Leeds Zuschauer: 10.508 Schiedsrichter: Richard Silverwood |

| 23. September 18:00 | Bradford Bulls | 52 : 6 | Salford City Reds | Odsal Stadium, Bradford Zuschauer: 8.611 Schiedsrichter: Ashley Klein |
| 23. September 18:00 | (22:0) Bericht |        |                   | Odsal Stadium, Bradford Zuschauer: 8.611 Schiedsrichter: Ashley Klein |

### Qualifikations/Ausscheidungs-Playoffs
| 29. September 20:00 | St Helens     | 12 : 8 | Hull FC | Knowsley Road, St Helens Zuschauer: 14.038 Schiedsrichter: Ashley Klein |
| 29. September 20:00 | (6:6) Bericht |        |         | Knowsley Road, St Helens Zuschauer: 14.038 Schiedsrichter: Ashley Klein |

| 30. September 18:00 | Bradford Bulls  | 40 : 24 | Warrington Wolves | Odsal Stadium, Bradford Zuschauer: 12.302 Schiedsrichter: Richard Silverwood |
| 30. September 18:00 | (20:10) Bericht |         |                   | Odsal Stadium, Bradford Zuschauer: 12.302 Schiedsrichter: Richard Silverwood |

### Halbfinale
| 6. Oktober 20:00 | Hull FC        | 19 : 12 | Bradford Bulls | KC Stadium, Hull Zuschauer: 16.087 Schiedsrichter: Ashley Klein |
| 6. Oktober 20:00 | (13:0) Bericht |         |                | KC Stadium, Hull Zuschauer: 16.087 Schiedsrichter: Ashley Klein |

### Grand Final
| 14. Oktober 2006 18:00 | St Helens                                                                                | 26 : 4         | Hull FC                    | Old Trafford, Trafford Zuschauer: 72.582 Schiedsrichter: Karl Kirkpatrick |
| 14. Oktober 2006 18:00 | Versuche: Meli 18. Pryce 39. Talau 50. Gardner 53. Cunningham 62. Erhöhungen: Lyon (3/5) | (10:4) Bericht | Versuche: Domic 24. n.erh. | Old Trafford, Trafford Zuschauer: 72.582 Schiedsrichter: Karl Kirkpatrick |

| 1                  | Paul Wellens      |
| 2                  | Ade Gardner       |
| 3                  | Jamie Lyon        |
| 4                  | Willie Talau      |
| 5                  | Francis Meli      |
| 6                  | Leon Pryce        |
| 7                  | Sean Long         |
| 17                 | Paul Anderson     |
| 9                  | Keiron Cunningham |
| 10                 | Jason Cayless     |
| 11                 | Lee Gilmour       |
| 12                 | Jon Wilkin        |
| 16                 | Jason Hooper      |
| Auswechselspieler: |                   |
| 14                 | James Roby        |
| 15                 | Mike Bennett      |
| 19                 | James Graham      |
| 23                 | Maurie Fa'asavalu |

| 1                  | Shaun Briscoe   |
| 14                 | Motu Tony       |
| 4                  | Sid Domic       |
| 3                  | Kirk Yeaman     |
| 5                  | Gareth Raynor   |
| 13                 | Paul Cooke      |
| 7                  | Richard Horne   |
| 8                  | Ewan Dowes      |
| 9                  | Richard Swain   |
| 10                 | Gareth Carvell  |
| 11                 | Lee Radford     |
| 12                 | Shayne McMenemy |
| 24                 | Danny Washbrook |
| Auswechselspieler: |                 |
| 6                  | Richard Whiting |
| 19                 | Graeme Horne    |
| 26                 | Scott Wheeldon  |
| 15                 | Paul King       |